# ビターコーヒーライフ
『ビターコーヒーライフ』は、2012年5月12日公開の日本映画。
末期がんを患った俳優入川保則の遺作として制作された映画。ロケーションは福島県白河市地震・原発の震災復旧も目的として制作された。

## スタッフ
- 監督 - 横山浩之
- 脚本 - ながせきいさむ
- 撮影 - 佐藤和人
- 照明 - 佐々木章
- 録音 - 山川邦顕
- 衣裳 - 手塚勇
- 美術 - 大島政幸
- 製作者 - 大谷久征
- 音楽 - 岡本美沙／天海翔
- プロデューサー - 井内徳次
- キャスティングプロデューサー - 小林良二
- 製作委員会メンバー - テンダープロ、コンセプトフィルム、応援団、中央管財

## キャスト
- 入川保則
- 山本ひかる
- 窪塚俊介
- 國元なつき
- 大西信満
- 芝本正
- 大和田健介
- 飯田ゆか
- 岩間天嗣
- 赤塚真人
- 牛尾田恭代
- 下元年世
- 小倉一郎
- 江藤潤
- 石田信之
- 阿部祐二
- 日野美歌
- 前川清
- 秋吉久美子
- 松方弘樹